# Malthodes sveci
Malthodes sveci là một loài bọ cánh cứng trong họ Cantharidae. Loài này được Svihla miêu tả khoa học năm 1997.